# Église Saint-Michel de Guerfand
L'église Saint-Michel de Guerfand est une église située sur le territoire de la commune de Guerfand, dans le département français de Saône-et-Loire et la région Bourgogne-Franche-Comté.

## Historique
L’église, de type classique, petite mais de proportions très justes, a été construite en 1826 et 1845, d'après des plans dressés par l'architecte Bourgeois.
Elle est bâtie en brique et couverte de tuiles plates et d'ardoises.

## Architecture
L'église se compose d’une nef rectangulaire à un vaisseau (plafonnée) qu’une arcade en cintre surbaissé sépare d’un chœur légèrement plus étroit, plafonné de même et clos par un mur droit qu’ajoure un oculus axial. 
Un escalier intérieur tournant d’accès au comble occupe l’angle antérieur gauche de la nef.

## Mobilier
Le maître-autel d'élévation oblique, en marbre veiné, réalisé en 1845 (d’après les plans de l’architecte Fondet aîné), présente un devant d'autel, au relief en laiton, orné de l’Agneau mystique sur le Livre aux sept sceaux. Le tabernacle en chêne d’élévation droite est décoré d’une porte en bronze à décor fondu, en relief, orné du Bon Pasteur.
L'église abrite notamment un bras-reliquaire du XVIe-XVIIe en chêne peint, de saint Aubin, évêque, et saint Antoine, abbé, identifiant les reliques logées dans le socle.

## Culte
Édifice consacré du diocèse d'Autun relevant de la paroisse de la Sainte-Trinité-en-Bresse (siège à Saint-Germain-du-Bois) – qui en est affectataire au titre de la loi de 1905 –, l'église de Guerfand est un lieu de culte catholique.